# Sam Rockwell
Sam Rockwell (sinh ngày 5 tháng 11 năm 1968) là nam diễn viên người Mỹ. Ông nổi tiếng với vai cảnh sát Jason Dixon trong phim Three Billboards Outside Ebbing, Missouri của đạo diễn Martin McDonagh (2017) và giành một giải Oscar cho nam diễn viên phụ xuất sắc nhất cho vai diễn này. Năm 2018, ông tiếp tục được đề cử cùng hạng mục cho vai George W. Bush trong Vice của đạo diễn Adam McKay. Năm 2019, ông thủ vai Bob Fosse trong sê-ri ngắn Fosse/Verdon (đài FX) và nhận được một đề cử giải Primetime Emmy. Năm 2022, Rockwell có một đề cử giải Tony cho vai diễn trong vở kịch Broadway American Buffalo.
Một số phim khác mà Rockwell đã tham gia có thể kể tới như: The Green Mile (1999), Galaxy Quest (1999), Charlie's Angels (2000), Confessions of a Dangerous Mind (2002), Matchstick Men (2003), The Hitchhiker's Guide to the Galaxy (2005), The Assassination of Jesse James by the Coward Robert Ford (2007), Moon (2009), Gentlemen Broncos (2009), Iron Man 2 (2010), Seven Psychopaths (2012), Jojo Rabbit (2019) và See How They Run (2022).

## Tiểu sử
Rockwell sinh ngày 5 tháng 11 năm 1968 tại Daly City, California, là con một của hai diễn viên Pete Rockwell và Penny Hess. Cha mẹ Rockwell chia tay khi ông được 5 tuổi, thời gian sau đó ông sống luân phiên với cha tại San Francisco và mẹ tại New York. Lên 10, Rockwell vào vai Humphrey Bogart trong một vở kịch ở East Village (Lower Manhattan) bên cạnh mẹ.

## Đời tư
Rockwell chia sẻ trong một phỏng vấn năm 2007 rằng ông "không muốn làm cha". Ông hẹn hò với nữ diễn viên Leslie Bibb từ năm 2007 khi quen nhau ở Los Angeles, thời điểm đang quay phim Frost/Nixon. Cả hai từng xuất hiện chung trong các phim Iron Man 2 và Don Verdean.